# Don't Let the Sun Go Down on Me
〈Don't Let the Sun Go Down on Me〉는 영국의 음악가 엘튼 존과 그의 작사가 버니 토핀이 쓴 곡이다. 이 곡은 원래 1974년에 엘튼 존에 의해 그의 스튜디오 음반 《Caribou》로 녹음되었고 빌보드 핫 100 차트에서 2위를 차지했고 영국 싱글 차트에서 16위에 오른 싱글곡으로 발매되었다. 이 노래는 1991년 영국과 미국에서 1위에 오른 존과 조지 마이클의 듀엣으로 녹음된 라이브 커버 버전에서 더 많은 성공을 거두었다.

## 인증
| 국가                       | 인증 | 판매량/출하량 |
| -------------------------- | ---- | ------------- |
| 미국 (RIAA)                | 골드 | 1,000,000^    |
| ^출하량을 기반으로 한 인증 |      |               |